# Macieira/Масейра (напиток)
Macieira — португальский дистиллят, который традиционно производился в Бомбаррале с 1885 по 2014 год.
Дистиллят был создан Хосе Гильерме Масейрой, сыном Хосе Марии Масейры, после изучения энологии во французском регионе Коньяк. Его рецепт остается таким же оригинальным и секретным, как и в 1885 году. Успех Macieira был мгновенным, его качество и репутация приобрели настоящих преданных поклонников бренда, таких как Фернандо Пессоа. После своего запуска в 1885 году Macieira продолжает оставаться лидером рынка в Португалии и экспортирует свою продукцию в более чем 30 стран на 5 континентах.
Macieira крепостью 36 °, 40 ° или 43 ° получается из винного спирта с минимальным сроком выдержки шесть месяцев в дубовых бочках. Он является результатом дистилляции винограда разных сортов и основан на рецепте, который не менялся с момента его выпуска.

## История
В 1865 году Хосе Мария Масейра основал Macieira & Cª Lda с целью продажи оливкового масла, вина и спиртных напитков. Двадцать лет спустя компания начала производить собственный дистиллят Macieira Royal Brandy и была выбрана королем Карлосом I в качестве поставщика для королевского дома.
Macieira была выставлена и награждена на нескольких международных ярмарках, таких как Всемирная выставка в Париже в 1900 году, Промышленная ярмарка Южной Африки в 1904 году, Памятная ярмарка по случаю открытия Панамского канала в 1915 году и других. Кроме того, он был выбран для пополнения запасов коньяка, уничтоженных во время Второй мировой войны .

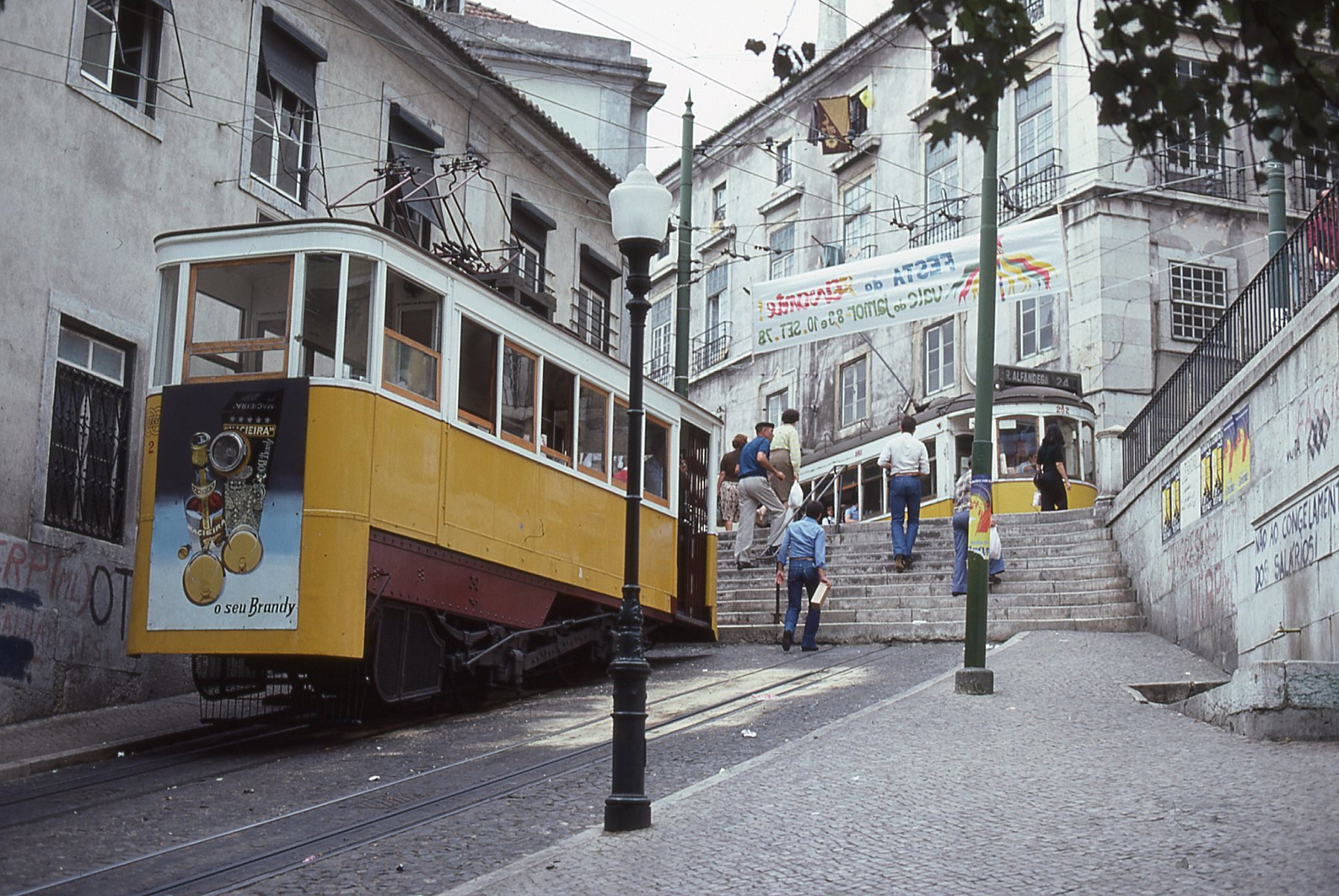
Elevador da Glória (Лиссабон), 1977, с рекламой Macieira.

В 1973 году Macieira была приобретена компанией Seagram, которая, в свою очередь, была приобретена Pernod Ricard в 2000 году.
На Macieira приходится более половины потребления бренди на португальском рынке. Сначала она боролась с падением продаж, сделав ставку на экспорт. Macieira стал брендом в портфеле Pernod Ricard Portugal с наибольшим объемом экспорта, делая ставку на репутацию, которой он пользуется на рынке saudade. Бренд экспортируется в более чем 30 стран, дебютировав в 2012 году в России и Китае.
В 2021 году Macieira вновь появилась на Российском рынке в сети Перекресток и у импортера Ballamore.
База Bombarral до сих пор производит и выдерживает бренди Aldeia Velha и D’Alma .
В 2014 году производство Macieira было перенесено из Бомбаррала в Мансанарес в Испании . Решение французского производителя напитков Pernod Ricard стало ответом на сокращение потребления бренди и попыткой вернуть Macieira в моду.

## Известныелозунги
- «Один кофе и Масейра»
- «Хороший вкус старины»